# Église Notre-Dame-de-l'Assomption de Saint-Arcons-de-Barges
L'église Notre-Dame-de-l'Assomption est un édifice situé à Saint-Arcons-de-Barges, en France.

## Localisation
L'église est située sur le territoire de la commune de Saint-Arcons-de-Barges, place Principale, dans le département  de la Haute-Loire, en région Auvergne-Rhône-Alpes.

## Description
Édifice caractéristique des églises du Velay à clocher-mur. Au chevet roman a été ajoutée une nef gothique, complétée au XVe siècle par une façade ouest à clocher-mur. Â l'intérieur, décors et aménagements du XIXe siècle.

## Historique
L'église ainsi que le cimetière avec son enfeu et son mur de clôture sont inscrits au titre des monuments historiques par arrêté du 14 juin 2002.

## Galerie

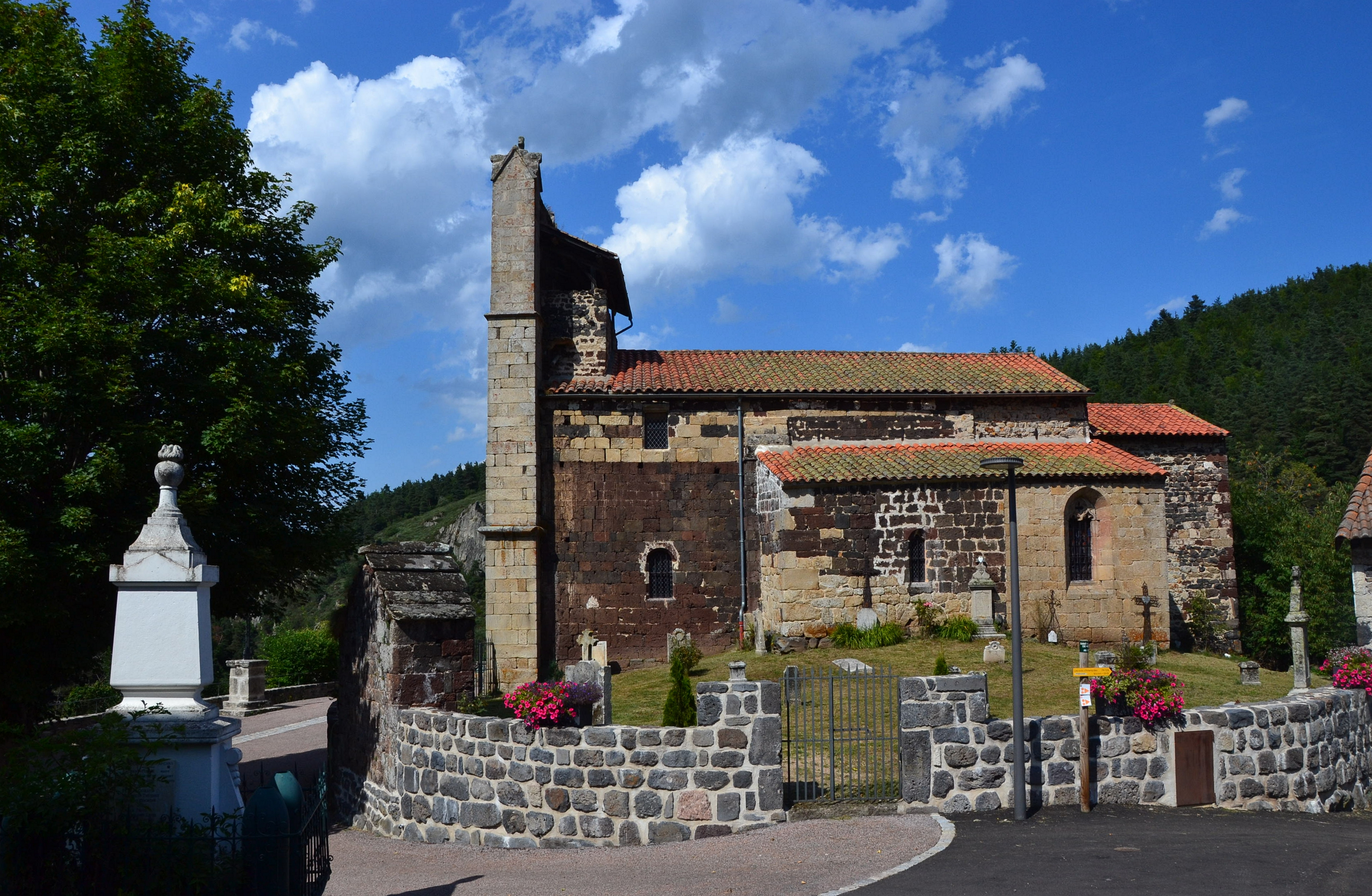
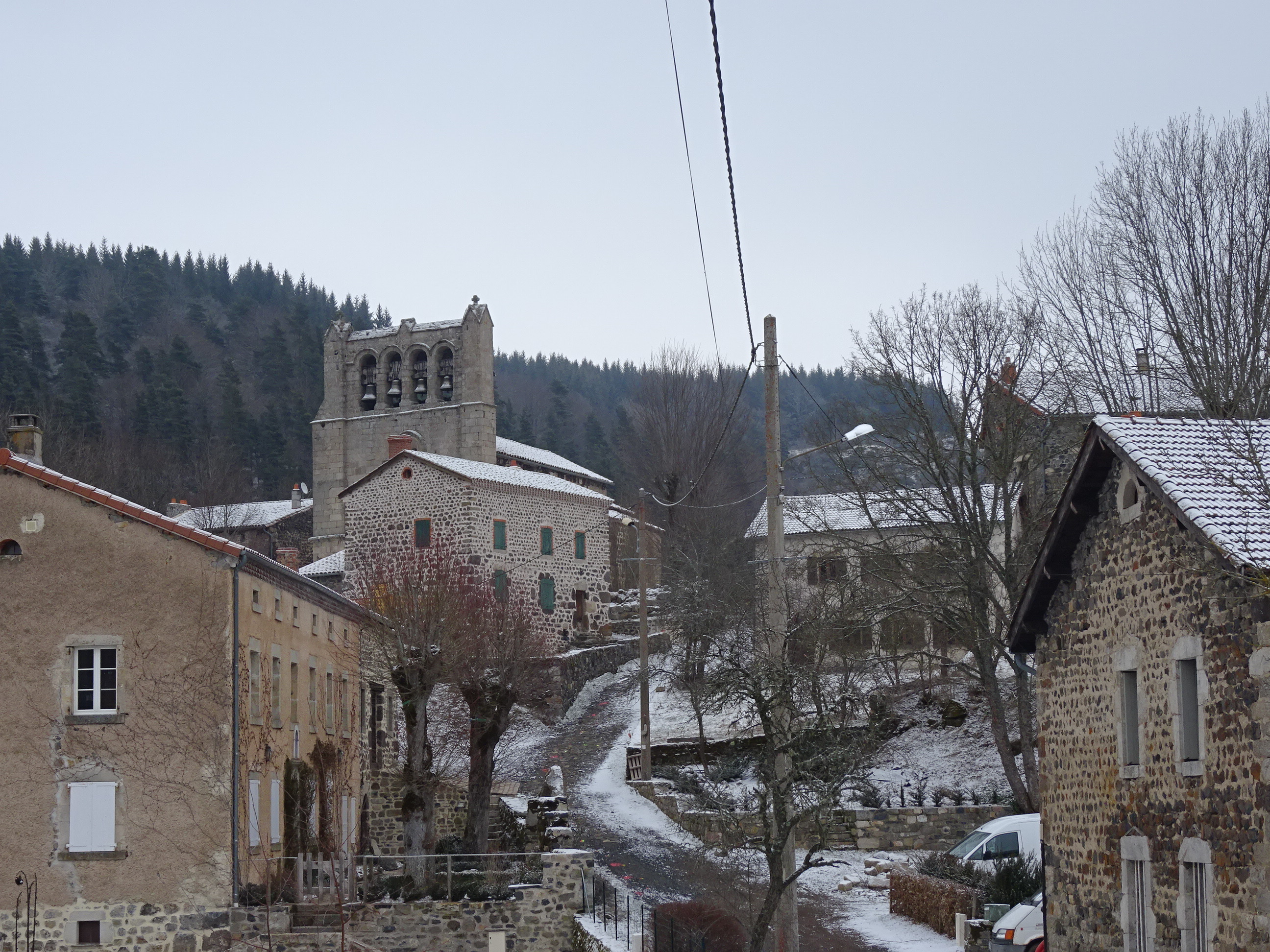